# Germany Premier Padel P2
Das Germany Premier Padel P2 (aufgrund eines Sponsorings bis mindestens 2027 offiziell Cupra Germany Premier Padel P2) ist ein internationales Padel-Turnier, das erstmals 22. bis 28. September 2025 im Castello Düsseldorf stattfinden soll. Es handelt sich um das erste Premier-Padel-Turnier in Deutschland und ist als P2-Kategorie-Turnier der Qatar Airways Premier Padel Tour 2025 klassifiziert.

## Turnier

### Kategorie und Preisgeld
Das Turnier ist als P2-Turnier klassifiziert, der dritthöchsten Kategorie im Premier Padel-System nach Major-Turnieren und P1-Turnieren. Das Preisgeld beträgt 262.250 Euro.

### Austragungsort
Als Austragungsort dient das Castello Düsseldorf in Düsseldorf-Reisholz.

### Turnierformat
Das Turnier gliedert sich in mehrere Phasen: Die Qualifikation findet am 20. und 21. September 2025 statt, die Hauptrunde vom 22. bis 26. September und die Finals am 27. und 28. September 2025.

### Bedeutung für Deutschland
Das Turnier markiert einen wichtigen Meilenstein für die Entwicklung des Padel-Sports in Deutschland. Nach Angaben des Deutschen Padel Verbands wird zum ersten Mal ein Premier Padel-Turnier in Deutschland ausgetragen. Laut Antenne Düsseldorf ist es „das einzige Turnier dieser Art in Deutschland“.